# Lijst van platenlabels T
Dit is een lijst van platenlabels met als beginletter een T.
- Taâlem
- Teldec
- Telstar
- The Third Movement
- Three Blind Mice
- Timeless Muse
- Timeless Records
- Tippin' Records
- ToCo International
- Tokuma Japan Communications
- TOP Media
- Top Notch
- Transformed Dreams
- Trax Records
- TRPTK
- Trumpett
- TryTone Records
- TTR (Top Three Records)